# Geštaltizam
Geštaltna psihologija ili geštaltizam je škola psihologije koja se pojavila u Austriji i Nemačkoj početkom dvadesetog veka na bazi radova Maksa Vertejmera, Volfganga Kilera i Kurta Kofke. Na način na koji se koristi u geštaltnoj psihologiji, nemačka reč gestalt sa značenje „forma” se tumači kao „obrazac” ili „konfiguracija”. Geštaltni psiholozi su naglasili da organizmi opažaju čitave obrasce ili konfiguracije, a ne samo pojedine komponente. Ovo gledište se ponekad sažima pomoću slogana, „celina je više od zbira njenih delova”.

## Poreklo
Maks Vertejmer (1880–1943), Kurt Kofka (1886–1941), i Volfgang Kiler (1887–1967) osnovali su geštaltsku psihologiju u ranom 20. veku. Dominantno gledište u tadašnjoj psihologiji bio je strukturalizam, ilustrovan delima Hermana fon Helmholca (1821–1894), Vilhelma Vunta (1832–1920) i Edvarda B. Titčenera (1867–1927). Strukturalizam je čvrsto ukorenjen u britanskom empirizmu i bio je zasnovan na tri usko povezane teorije: (1) „atomizam”, takođe poznat kao „elementalizam”, gledište da je svo znanje, čak i složene apstraktne ideje, izgrađeno iz jednostavnih, elementarnih sastavnih delova, (2) „senzacionalizma”, stava da su najjednostavniji sastojci - atomi misli - elementarni osećajni utisci, i (3) „asocijalizam”, stava da kompleksnije ideje proizlaze iz asocijacije jednostavnijih ideja. Ove tri teorije zajedno stvaraju gledište da um konstruiše sve percepcije, čak i apstraktne misli, strogo iz senzacija nižeg nivoa, koje su povezane isključivo time što blisko asocirane u prostoru i vremenu. Geštaltisti su se usprotivili ovom raširenom „atomističkom” gledištu da bi cilj psihologije trebalo da bude da razloži svest u pretpostavljene osnovne elemente. Suprotno tome, geštaltni psiholozi su verovali da razlaganje psiholoških pojava na manje delove neće dovesti do razumevanja psihologije. Umesto toga, geštaltni psiholozi su smatrali da je najplodonosniji način da se psihološke pojave posmatraju kao organizovane, strukturirane celine. Oni su tvrdili da psihološka „celina” ima prioritet i da su „delovi” definisani strukturom celine, a ne obrnuto. Moglo bi se reći da je njihov pristup bio zasnovan na makroskopskom pogledu na psihologiju, a ne na mikroskopskom pristupu. Geštaltne teorije percepcije zasnivaju se na ljudskoj prirodi koja je sklona razumevanju predmeta kao celovite strukture, a ne na zbiru njegovih delova.
Vertejmer je bio učenik austrijskog filozofa, Hristijana fon Erenfelsa (1859-1932), člana Brentanske škole. Fon Erenfels je uveo koncept geštalta u filozofiju i psihologiju 1890. godine, pre pojave geštaltske psihologije kao takve. Fon Erenfels je primetio da opažajno iskustvo, poput opažanja melodije ili forme, predstavlja više od zbira njegovih senzornih komponenti. On je tvrdio da pored senzornih elemenata percepcije postoji i nešto ekstra. Iako na neki način proizilazi iz organizacije komponentnih senzornih elemenata, taj dalji kvalitet je element sam po sebi. On ga je nazvao Gestalt-qualität ili „kvalitet oblika”. Na primer, kada se čuje melodija, čuju se note plus nešto pored njih što ih spaja u melodiju - Gestalt-qualität. Prema Erenfelsu, taj kvalitat oblika omogućava da melodija bude premeštena na novi ključ, koristeći potpuno drugačije note, još uvek zadržavajući svoj identitet. Ideja o geštaltnom kvalitatu ima svoje korene u teorijama Dejvida Hjuma, Johana Volfganga fon Getea, Imanuela Kanta, Dejvida Hartlija i Ernsta Maha. Fon Erenfels i Edmund Huserl su bili inspirisani Mahovim radom Beiträge zur Analyse der Empfindungen („Prilozi analizi senzacija”, 1886) u formulisanju svojih vrlo sličnih koncepata geštalta i figuralnog momenta, respektivno.
Kroz niz eksperimenata, Vertejmer je otkrio da osoba koja posmatra par naizmeničnih traka svetlosti, pod odgovarajućim uslovima, može doživeti iluziju kretanja između jedne lokacije i druge. On je napomenuo je da je ova percepcija kretanja bez bilo kojeg pokretnog predmeta. Drugim rečima, to je bilo čisto fenomensko kretanje. On je to nazvao fi (fenomenskim) pokretom. Vertejmerova objava ovih rezultata 1912. godine označava početak geštaltske psihologije. Za razliku od fon Erenfelsa i drugih koji su ranije upotrebljavali termin „geštalt” na različite načine, Vertejmerov jedinstveni doprinos bilo je insistiranje na tome da je „geštalt” perceptivno primaran. Geštalt definiše delove iz kojih je sastavljen, a ne da je sekundarni kvalitet koji proizlazi iz tih delova. Vertejmer je zauzeo tu radikalniju poziciju da „ono što mi je dalo melodiju ne nastaje ... kao sekundarni proces iz sume komada kao takvih. Umesto toga, ono što se događa u svakom pojedinom delu zavisi od toga šta je celina”, (1925/1938). Drugim rečima, osoba prvo čuje melodiju, a tek je onda može perceptivno podeliti u note. Slično tome, u viziji se prvo vidi oblik kruga - on se dat „neposredno” (tj. njegovo opažanje nije posredovano procesom sumiranja delova). Tek nakon ovog primarnog shvatanja moglo bi se primetiti da je sačinjen od linija ili tačaka ili zvezda.

## Nasleđe
Geštaltna psihologija borila da precizno definiše pojmove kao što je Prägnanz, da uspostavi specifična bihevioralna predviđanja i da artikulira proverljive modele osnovnih neuronskih mehanizama. Ona je kritikovana da je samo opisna nauka. Ovi nedostaci su do sredine 20. veka doveli do porasta nezadovoljstva geštaltizmom i kasnijeg pada njegovog uticaja u psihologiji. Uprkos ovom padu, Geštaltna psihologija je bila osnova mnogih daljih istraživanja percepcije obrazaca i predmeta i istraživanja ponašanja, razmišljanja, rešavanja problema i psihopatologije.

## Literatura
- Heider, Grace (1977). More about Hull and Koffka. American Psychologist 32  (5):  383.
- Henle, M (1978). „One man against the Nazis: Wolfgang Köhler” (PDF). American Psychologist. 33 (10): 939—944. doi:10.1037/0003-066x.33.10.939. hdl:11858/00-001M-0000-002B-9E5F-5.
- Henle, M (1984). „Robert M. Ogden and gestalt psychology in America”. Journal of the History of the Behavioral Sciences. 20 (1): 9—19. PMID 11608590. doi:10.1002/1520-6696(198401)20:1<9::aid-jhbs2300200103>3.0.co;2-u.
- Ash, M. G. (1995). Gestalt psychology in German culture, 1890–1967: Holism and the quest for objectivity. Cambridge, England: Cambridge University Press.
- Gobet, Fernand (2017), „Entrenchment, Gestalt formation, and chunking”,  Ур.: Schmid, H. J., Entrenchment and the psychology of language learning: How we reorganize and adapt linguistic knowledge, American Psychological Association, стр. 245—267, ISBN 978-3110341300, doi:10.1037/15969-012, Приступљено 14. 10. 2019
- Wertheimer, Max (1938) [Original work published 1924]. „Gestalt theory”.  Ур.: Ellis, Willis D. A Source Book of Gestalt Psychology. London: Routledge & Kegan Paul. стр. 2. Приступљено 16. 10. 2019.
- Köhler, Wolfgang (1971) [Original work published 1930]. „Human perception”.  Ур.: Henle, Mary. The Selected Papers of Wolfgang Köhler. Liveright. стр. 145. ISBN 978-0-87140-253-0.
- Koffka, K. (1935). Principles of Gestalt Psychology. New York: Harcourt, Brace. стр. 176. Приступљено 13. 10. 2019.